# Fensdorf
Fensdorf ist eine Ortsgemeinde im Landkreis Altenkirchen (Westerwald) in Rheinland-Pfalz. Sie gehört der Verbandsgemeinde Betzdorf-Gebhardshain an.

## Geographie
Die Ortsgemeinde liegt an den nördlichen Ausläufern des Westerwalds südöstlich von Wissen;  Nachbargemeinden sind Selbach im Westen und Gebhardshain im Osten. Nördlich des Ortes erstrecken sich ausgedehnte Waldgebiete, in denen die Gemarkung an den Westerwaldkreis grenzt.
Zu Fensdorf gehört auch der Wohnplatz Landgut Tannenhof.

## Geschichte
Fensdorf wurde im Jahre 1220 erstmals urkundlich erwähnt. Der Ort gehörte zur Grafschaft Sayn, die „Herren von Gevertzhagen“ hatten das „Gebhardshainer Land“ als Lehen. Anfang des 13. Jahrhunderts hatten die Gevertzhagener ihre Stammburg in der Flur „Görsbach“ in der Gemarkung Fensdorf errichtet. Sie lag am Verbindungsweg von Fensdorf nach Gebhardshain am Wegstück „Auf dem Schrankweg“. Nach der Saynischen Erbteilung Mitte des 17. Jahrhunderts gehörte Fensdorf zur Grafschaft Sayn-Altenkirchen. Diese kam 1803 zum Fürstentum Nassau-Usingen und 1806 zum Herzogtum Nassau und nach dem Wiener Kongress 1815 zum Königreich Preußen. Unter der preußischen Verwaltung wurde die Gemeinde Fensdorf der Bürgermeisterei Gebhardshain im Kreis Altenkirchen im Regierungsbezirk Koblenz zugeordnet, der von 1822 an zur Rheinprovinz gehörte. Seit 1946 ist Fensdorf Teil des damals neu gebildeten Landes Rheinland-Pfalz.
Kirchlich gehörte Fensdorf immer zur Diözese Trier und liegt in der sogenannten Trierischen Insel. Der Ort war bis Mitte des 20. Jahrhunderts eine rein katholische Gemeinde, heute sind etwa 72 % Katholiken und 16 % evangelisch.
Im Jahr 1902 erhielt Fensdorf eine einklassige Volksschule, die bis 1964 bestand.
Bevölkerungsentwicklung
Die Entwicklung der Einwohnerzahl von Fensdorf, die Werte von 1871 bis 1987 beruhen auf Volkszählungen:
| Jahr | Einwohner |
| ---- | --------- |
| 1815 | 62        |
| 1835 | 72        |
| 1871 | 98        |
| 1905 | 132       |
| 1939 | 222       |
| 1950 | 229       |
| 1961 | 269       |

| Jahr | Einwohner |
| ---- | --------- |
| 1970 | 348       |
| 1987 | 392       |
| 1997 | 446       |
| 2005 | 437       |
| 2011 | 422       |
| 2017 | 386       |
| 2023 | 381       |

## Politik

### Gemeinderat
Der Gemeinderat in Fensdorf besteht aus acht Ratsmitgliedern, die bei der Kommunalwahl am 9. Juni 2024 in einer Mehrheitswahl gewählt wurden, und dem ehrenamtlichen Ortsbürgermeister als Vorsitzendem.

### Bürgermeister
Manuel Wallenborn wurde am 10. Juli 2024 Ortsbürgermeister von Fensdorf. Bei der Direktwahl am 9. Juni 2024 war er als einziger Bewerber mit einem Stimmenanteil von 88,4 % für fünf Jahre gewählt worden.
Gemeindevorsteher und Ortsbürgermeister:
| Zeitraum  | Name               |
| --------- | ------------------ |
| vor 1902  | Peter Arndt        |
| 1922–1923 | Peter Beib         |
| 1923–1947 | Albert Brenner     |
| 1947–1952 | Hermann Beib       |
| 1952–1969 | Willi Groß         |
| 1969–1999 | Paul Radermacher   |
| 1999–2016 | Thomas Wallenborn  |
| 2017–2024 | Daniela de Nichilo |
| 2024 –    | Manuel Wallenborn  |

### Wappen
| Wappen von Fensdorf | Blasonierung: „Das Wappen ist viergeteilt. Feld 1: Silber, drei schrägrechte blaue Rauten; Feld 2: Blau, goldene Sumpfdotterblumenblüte; Feld 3: Blau, schrägrechter goldener Schlüssel, Bart bordweis; Feld 4: Silber, blaue Pflugschar.“ |
| Wappen von Fensdorf | Wappenbegründung: Die drei Rauten sind angelehnt an das Wappen der Herren von Gevertzhagen. Die Sumpfdotterblume, die vorwiegend an feuchten Standorten wächst, symbolisiert den Ortsnamen. Der Begriff „fen(s)“ oder Fenn aus dem Althochdeutschen/Gallischen oder das Niederländische „veen“ haben die Bedeutung Sumpf-, Moor- oder Feuchtgebiet. Man geht davon aus, dass aus diesem Wortstamm der Ortsnamen Fensdorf entstand. Der goldene Petrusschlüssel steht für die Zugehörigkeit zum Erzbistum Trier. Die Pflugschar steht für die landwirtschaftliche Struktur des Gemeindegebietes. Das Wappen wurde Ende 2009 genehmigt. |

## Vereine
- Als Sportverein bietet der dem katholischen DJK angeschlossene „DJK Fensdorf“ Frauengymnastik, Kinderturnen, Walking und Fußball an.
- Im Karneval ist Fensdorf mit dem „Fensdorfer Karnevals-Club“ vertreten. Neben drei Sitzungen (Kappensitzung, Frauensitzung und Kindersitzung), die durch den Verein gestaltet werden, nimmt der FKC an Karnevalsumzügen der Umgebung teil.
- Beim Treckertreffen der „Traktorfreunde Westerwald/Sieg“ treffen sich jährlich am zweiten Wochenende im August die Freunde alter Schlepper.